# Sven Hoffmeister
Sven Hoffmeister (* 13. Oktober 1970 in Hannover) ist ein ehemaliger Fußballtorhüter. Er ist als Fußballtrainer beim 1. FSV Mainz 05 tätig.

## Laufbahn
Hoffmeister begann seine Karriere bei Olympia Kassel und spielte anschließend beim KSV Baunatal, dem SC Neukirchen und dem KSV Hessen Kassel, ehe er im Jahr 2000 vom SV Wehen zu Mainz 05 in die Zweite Liga wechselte. Seinen ersten Einsatz im bezahlten Fußball hatte er am 11. November 2000 im Spiel gegen Hannover 96; er wurde in der 71. Spielminute für Stürmer Michael Thurk eingewechselt, nachdem Stammtorwart Dimo Wache die Rote Karte gesehen hatte. Auch in den folgenden drei Spielen ersetzte er Wache während dessen Sperre im Tor der Mainzer, musste danach jedoch ins zweite Glied zurücktreten. In den Spielzeiten 2003/04 und 2004/05 kam er auf 34 Einsätze in der zweiten Mainzer Mannschaft in der Regionalliga.
Im Sommer 2005 wechselte er zu Kickers Emden, für die er als Stammtorhüter in zwei Spielzeiten 71 weitere Regionalliga-Spiele machte. Zur Saison 2007/08 ging er nach Reutlingen, wechselte jedoch trotz seines Zweijahresvertrags bereits im Januar 2008 zum SV Sandhausen, mit dem er sich für die 3. Profiliga 2008/09 qualifizierte.
Zur Saison 2010/11 ging Hoffmeister zurück zum KSV Hessen Kassel in die Regionalliga Süd, wo er bereits sechs Spiele in der Saison 1994/95 absolviert hatte. Zum Ende der Saison 2011/12 wechselte er als Co- und Torwarttrainer in den Betreuerstab des KSV. Ab Sommer 2013 war Hoffmeister zusammen mit Marco Althans auch Trainer der U-21.
Seit Juni 2014 ist er Chef-Torwarttrainer im Nachwuchsleistungszentrum von Mainz 05 und seit 2015 einer der Co-Trainer der zweiten Mannschaft des Vereins. Die späteren Profitorhüter Robin Zentner, Finn Dahmen, Lasse Rieß, Florian Müller, Jannik Huth und Lennart Grill hatten als Jugendliche unter Hoffmeister in Mainz trainiert.